# Carretera intel·ligent
Una carretera intel·ligent és una carretera que incorpora tecnologia de generació en energia solar, per millorar el funcionament del vehicle autònom, per recarregar els vehicles elèctrics, il·luminant així la via i vigilant l'estat de les carreteres.

## Sistemes de transport intel·ligent
Els sistemes de transport intel·ligent generalment es refereixen a la utilització de tecnologia de la informació i la comunicació (en lloc de les innovacions en la construcció de la carretera) en l'àmbit del transport per carretera, incloses infraestructures, vehícles i usuaris, i en la gestió del tràfic i la gestió de la mobilitat, així com altres mètodes de transport.